# دو-مونتاین، کبک

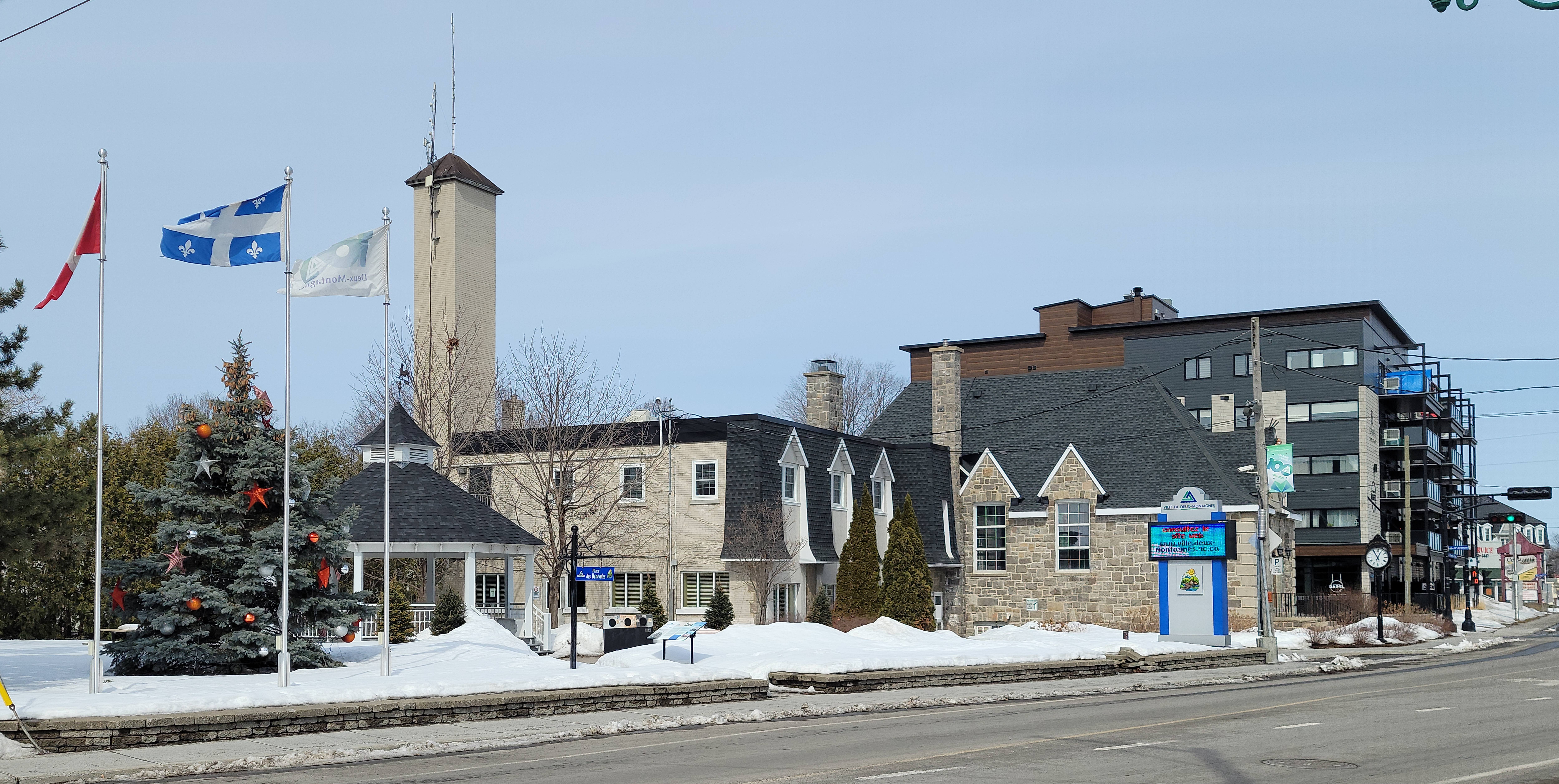
نمایی از شهرک دو-مونتاین در ناحیه لورانتید، کبک کانادا - ۲۰۲۲

دو-مونتاین (به فرانسوی: Deux-Montagnes) شهرکی در منطقه شهری دو-مونتاین ناحیه لورانتید در استان کبک کانادا است. در سرشماری سال ۲۰۱۱ این شهرک ۱۷٬۸۰۱ نفر جمعیت داشته‌است و مساحت آن ۵٫۸۲ کیلومتر مربع است.